# Bahnstrecke Plattling–Deggendorf
| Streckenlänge: | 8,5 km               |                                |                                |
| Spurweite: | 1435 mm (Normalspur) |                                |                                |
| |                      |                                |                                |
| \| \| \| von Passau \| \| \| \| Plattling (bis 1875) \| \| \| \| nach Obertraubling (seit 1875) \| \| \| \| nach Obertraubling (bis 1875) \| \| \| \| Schiltorn \| \| \| \| Deggendorf \| |                      |                                |                                |
| Strecke |                      | von Passau                     | von Passau                     |
| ehemaliger Bahnhof |                      | Plattling (bis 1875)           | Plattling (bis 1875)           |
| Abzweig ehemals geradeaus und nach links |                      | nach Obertraubling (seit 1875) | nach Obertraubling (seit 1875) |
| Abzweig geradeaus und nach links (Strecke außer Betrieb) |                      | nach Obertraubling (bis 1875)  | nach Obertraubling (bis 1875)  |
| Haltepunkt / Haltestelle (Strecke außer Betrieb) |                      | Schiltorn                      | Schiltorn                      |
| Kopfbahnhof Streckenende (Strecke außer Betrieb) |                      | Deggendorf                     | Deggendorf                     |

Die Bahnstrecke Plattling–Deggendorf war eine Eisenbahnstrecke in Niederbayern, die von der Deggendorf-Plattlinger Eisenbahn errichtet wurde und von 1866 bis 1877 in Betrieb war.

## Geschichte
Im März 1858 gab es erste Bemühungen zur Errichtung einer Bahnstrecke zwischen Plattling und Fischerdorf. Diese wurden verworfen und 1863 wieder aufgegriffen.
Die AG der Deggendorf-Plattlinger Eisenbahn wurde 1865 mit einem Grundkapital von 300.000 Gulden gegründet. Eingeteilt war das Kapital in 3.000 Aktien auf den Inhaber zu 100 Gulden. Die Gesellschaft erhielt am 18. Februar 1865 die königliche Konzession zum Bau einer mit Lokomotiven betriebenen normalspurigen Bahn für den Personen- und Güterverkehr zwischen der Ostbahnstation Plattling und Fischerdorf am rechten Donauufer gegenüber Deggendorf. Auf die anfangs geplante Pferdebahn hatte man verzichtet, musste dafür aber das Streckenende am rechten Ufer in Kauf nehmen, da die 1859 erbaute Donaubrücke für einen Lokomotivbetrieb zu schwach war.
Der Verwaltungsrat hatte seinen Sitz in Deggendorf.
Die Bahnstrecke war Bayerns erste Sekundärbahn. Der Betrieb der Strecke wurde am 1. März 1866 aufgenommen. Die Eröffnung folgte am 8. März 1866.
Obwohl die Bahn in den ersten Jahren eine Dividende von 6 % zahlen konnte, überließ man schon am 10. August 1867 die Betriebsführung den Bayerischen Ostbahnen. Mit Vertrag vom 6. September 1872 ging die Deggendorf–Plattlinger Eisenbahn mit einem Kaufpreis von 273.000 Gulden vollständig in den Besitz der Ostbahnen über.

### Stilllegung
Beim Bau der Bahnstrecke Plattling–Eisenstein von Plattling über Deggendorf, Zwiesel nach Bayerisch Eisenstein ab 1873 konnte man die Trasse der Deggendorf–Plattlinger Eisenbahn nicht nutzen, da die neue Bahnlinie wegen der starken Steigungen anfangs Bayerischen Wald nordwestlich der alten Strecke gebaut werden musste, und Deggendorf einen höhergelegenen Bahnhof erforderte. Außerdem verlegte die Ostbahn den Bahnhof in Plattling um einige hundert Meter nach Westen. Daher stellte die Deggendorf–Plattlinger Eisenbahn mit Eröffnung der Waldbahn durch die Bayerische Staatsbahn, die am 15. Mai 1875 bereits die Ostbahn übernommen hatte, am 16. September 1877, dem Tag der Inbetriebnahme des Abschnitts Plattling–Ludwigsthal der Strecke Plattling–Eisenstein, ihren Verkehr ein und wurde alsbald abgebaut.
Die Straße Alter Bahnhof im Deggendorfer Stadtteil Fischerdorf erinnert an den ehemaligen Bahnhof.

## Streckenbeschreibung
Die Strecke führte vom 1860 von der AG der Bayerischen Ostbahnen eröffneten ersten Bahnhof Plattling auf einer Länge von 8,5 km ohne größere Kunstbauten bis Fischerdorf, wurde 1869 um 525 m auf einem Damm verlängert bis zur neuen Donaulände gegenüber Deggendorf und hatte nach Umbau der Bahnhofsanlagen in Plattling eine Länge von 8.695 m.

## Fahrzeugeinsatz
An Fahrzeugen besaß die Gesellschaft zwei Lokomotiven, vier Personenwagen, einen Postwagen und einige Güterwagen. Die leichten Lokomotiven waren B-gekuppelte Innenrahmenmaschinen der Firma Joseph Anton von Maffei, München, mit einem Achsstand von nur 1,835 m. Sie trugen die Namen Deggendorf (Maffei 1866/575) und Bayerischer Wald (Maffei 1866/576). Die Maschinen erhielten bei der Ostbahn die Nummern D 13 und D 14. Die Bayerische Staatsbahn ordnete sie später in die Lokgruppe D II Nr. 1176 und 1177 ein. Nach dem Ende der Strecke Plattling–Deggendorf bespannte die Deggendorf die Pendelzüge zwischen Geiselhöring und Sünching an der Bahnstrecke Regensburg–Passau gezogen, die Bayerwald wurde auf der Strecke Miltenberg–Amorbach eingesetzt. Ausgemustert wurden die Lokomotiven im Dezember bzw. Oktober 1895.

## Verkehr
Im Jahr 1867 liefen zwischen 6:00 und 22:00 Uhr täglich vier Zugpaare in für Güter und Personen gemischten Zügen. Ein Zwischenhalt war in Schiltorn möglich.
Die Züge benötigten 24 Minuten für die Strecke.
Aufgrund von Krauttransporten im Herbst in Richtung München erhielt die Bahn bald im Volksmund den Namen Krautbahn.